# 카이우 펠리피 곤사우베스
카이우 펠리피 곤사우베스(포르투갈어: Kaio Felipe Gonçalves, 1987년 7월 6일 ~ )는 브라질의 축구 선수로서 포지션은 공격수이다. 현재 UAE 프로리그 에미리트 클럽 소속이다.

## 선수 생활

### 클럽 경력
아틀레치쿠 파라나엔시에서 프로 무대에 데뷔하였다. 2008년 세레소 오사카로 임대 이적하며 어머니의 모국인 일본으로 적을 옮겼다. 세레소 생활 이후 요코하마 FC로 임대 이적하여 일본 무대에서의 활약을 이어갔으며 2011년 요코하마로 완전 이적하였다.
2013년 아랍에미리트의 알와슬로 이적하였고 2014년 전북 현대 모터스로 임대 이적하였다.. 2015년 수원 삼성 블루윙즈로 이적하였다.. 2016년 수원 삼성 블루윙즈 구단과 상호합의하에 이뤄진 계약해지 후 타이 프리미어리그의 부리람 유나이티드로 이적하였다.

## 기록

### 클럽
- 2016년 1월 25일 기준

| 클럽                  | 시즌 | 리그 | 리그 | 국내 컵 | 국내 컵 | 리그 컵 | 리그 컵 | 대륙 대회 | 대륙 대회 | 합계 | 합계 |
| 클럽                  | 시즌 | 출장 | 득점 | 출장    | 득점    | 출장    | 득점    | 출장      | 득점      | 출장 | 득점 |
| --------------------- | ---- | ---- | ---- | ------- | ------- | ------- | ------- | --------- | --------- | ---- | ---- |
| 아틀레치쿠 파라나엔시 | 2005 | 0    | 0    | 0       | 0       | -       | -       | 0         | 0         | 0    | 0    |
| 아틀레치쿠 파라나엔시 | 2006 | 0    | 0    | 0       | 0       | -       | -       | 0         | 0         | 0    | 0    |
| 아틀레치쿠 파라나엔시 | 2007 | 3    | 0    | 0       | 0       | -       | -       | 0         | 0         | 3    | 0    |
| Guanabara             | 2007 | -    | -    | -       | -       | -       | -       | -         | -         | -    | -    |
| 아틀레치쿠 파라나엔시 | 2008 | 2    | 0    | 0       | 0       | -       | -       | 0         | 0         | 2    | 0    |
| 세레소 오사카         | 2008 | 16   | 8    | 2       | 0       | -       | -       | -         | -         | 18   | 8    |
| 세레소 오사카         | 2009 | 37   | 10   | 1       | 0       | -       | -       | -         | -         | 38   | 10   |
| 아틀레치쿠 파라나엔시 | 2010 | 0    | 0    | 0       | 0       | -       | -       | -         | -         | 0    | 0    |
| 요코하마 FC           | 2010 | 17   | 6    | 2       | 1       | -       | -       | -         | -         | 19   | 7    |
| 요코하마 FC           | 2011 | 29   | 9    | 1       | 0       | -       | -       | -         | -         | 30   | 9    |
| 요코하마 FC           | 2012 | 26   | 10   | 2       | 1       | -       | -       | -         | -         | 28   | 11   |
| 요코하마 FC           | 2013 | 0    | 0    | 0       | 0       | -       | -       | -         | -         | 0    | 0    |
| 알와슬 FC             | 2013 | 0    | 0    | 0       | 0       | -       | -       | -         | -         | 0    | 0    |
| 전북 현대 모터스      | 2014 | 32   | 9    | 3       | 4       | -       | -       | 6         | 0         | 41   | 13   |
| 수원 삼성 블루윙즈    | 2015 | 21   | 4    | 1       | 0       | -       | -       | 6         | 1         | 28   | 5    |
| 부리람 유나이티드 FC  | 2016 | 0    | 0    | 0       | 0       | 0       | 0       | 0         | 0         | 0    | 0    |
| 통산                  | 통산 | 183  | 56   | 12      | 6       | 0       | 0       | 12        | 1         | 0    | 0    |

## 수상

### 클럽
전북 현대 모터스
- 현대오일뱅크 K리그 클래식 2014 우승